# 櫻太助
櫻 太助 (さくら たすけ) は、日本の4コマ漫画家。島根県松江市出身。

## 経歴
- 同人活動時代はペンネーム碧泉りお[2]、サークル名てきとう怪獣[2]名義で同人誌を発表していた。
- 出身地である島根県で開催されている花鳥風月 (同人誌即売会)にも同名義で参加[3]していた。ほか、コミックマーケットへの参加など。

## 作品リスト
- 『鳩町まめっこイグニッションズ』芳文社〈まんがタイムKRコミックス〉全1巻（『まんがタイムきららキャラット』2005年11月号 - 2008年9月号）
- 『毛玉日和』一迅社〈4コマKINGSぱれっとコミックス〉全2巻（『まんがぱれっと』2008年10月号 - 2011年3月号）
- 『ラブプラス Girls Talk』講談社〈講談社コミックス月刊マガジン〉全1巻（『マガジンイーノ』No.07 - 13）
- 『NEAR BOYS』講談社〈講談社コミックス月刊マガジン〉全1巻（『月刊マガジン』連載）
  - 2014年6月17日発行、ISBN 978-4-06-3714265
- 『お義母さんスイッチ』集英社〈ヤングジャンプ コミックス・ウルトラ〉全3巻（『ウルトラジャンプ』連載）
  1. 2019年11月19日発売、ISBN 978-4-08-891408-4
  2. 2020年9月18日発売、ISBN 978-4-08-891686-6
  3. 2021年4月19日発売、ISBN 978-4-08-891853-2
- 『転生令嬢は冒険者を志す』KADOKAWA〈フロースコミック〉既刊5巻（『ComicWalker FLOSコミック』2019年5月25日 - 連載中）
  1. 2020年2月5日発売、ISBN 978-4-04-064375-5
  2. 2021年3月5日発売、ISBN 978-4-04-064838-5
  3. 2021年12月3日発売、ISBN 978-4-04-680945-2
  4. 2023年3月17日発売、ISBN 978-4-04-681870-6
  5. 2025年3月17日発売、ISBN 978-4-04-684133-9